# Одеський комбінат хлібопродуктів
Одеський комбінат хлібопродуктів є дочірнім підприємством ДАК «Хліб України».

## Історія
Історія Одеського комбінату хлібопродуктів тісно пов’язана з періодами розбудови Одеси. Засновник Комбінату — компанія «Еммануїл Вейнштейн і Сини» побудувала у 1844 році один з найбільших в Одеському повіті Херсонської губернії млин, який з роками неодноразово реконструювався, але неодмінно ця споруда залишалася величною й ошатною (навіть за сучасними мірками).
Перша серйозна перебудова відбулася у виробничому корпусі заводу в 1899 році. Капітальна реконструкція була здійснена у 1927 і 1939 роках.
8 квітня 1944 року, коли місто Одесу залишали останні групи румуно-німецьких окупантів млинзавод був висаджений у повітря, спалений і зруйнований вщент. Були зруйновані не лише виробничі та складські споруди, але й всі підсобні, навіть житловий фонд. Частково вцілів перший склад готової продукції, який згодом був відновлений і реконструйований під млин продуктивністю 150 тонн на добу.
Під час проєктування нового млинзаводу були враховані особливості Одеси як потужного транспортного коридору: морського порту та залізничного вузла, тому у повоєнний час тут був зведений один із найбільших млинзаводов півдня колишнього СРСР. Колись дерев'яна споруда млина після декількаразових реконструкцій і перебудов нині набула статусу архітектурної пам'ятки промислової забудови (оригінальна конструкція споруди, викладена з червоної цегли). 
На базі комбінату ще в 50 роки минулого століття під керівництвом працівників Одеського технологічного інституту харчової промисловості був створений Суспільний інститут передового досвіду і запровадження нової техніки. Теоретичні заняття супроводжувалися практикою на робочих місцях. У ході навчання використовувалися кінострічки з виробничо-технологічною тематикою, з метою запозичення найкращого досвіду навчальні групи відряджалися на борошномельні підприємства інших міст.
З ініціативи кафедри Борошномельно-круп'яного виробництва інституту на млинкомбинаті проходили дипломні практики студенти інституту згідно з тематикою, запропонованою технічним керівництвом комбінату. До того ж зв'язок науки з виробництвом домінував при складанні навчальних планів та програм Одеського механіко-технологічного технікуму. Працівники комбінату мали змогу здобувати фах на вечірньому відділенні інституту.
У 1955-1960 роках відбулося переоснащення виробничого устаткування: у цехах з’явилися продуктивніші 34 вальцевих верстати (типу ЗМ), ситовійки — ЗМС2-2 та ін. У зерноочисному відділенні було замінено все транспортне і технологічне устаткування, тоді ж було організоване пневмотранспортування відходів і висівок, а також механізоване відвантаження висівок у вагони і на автотранспорт. Реконструкція не обійшла і вибійне відділення: було оновлене ваговимірювальне устаткування для борошна 1-2 сорту і манної крупи з аспірацією, придбана мішкозашивочна машина тощо. Словом, технологія комбінату удосконалювалася згідно з вимогами часу. Комбінат відвідували делегації інших міст, фахівці-колеги з інших підприємств,  іноземні делегації, у тому числі й фахівці США, Франції, Болгарії й ін.
Наступний новий крок — введення системи управління відтвореним устаткуванням комбінату з приміщення диспетчерської млинзаводу, з автоматизованого пульта. До реконструкції 1989-1992 років виробництво борошна на млинзаводі було механізоване, з використанням трансмісійного приводу на 37 вальцьових верстатах. Зрозуміло, що таке фізично зношене і морально застаріле обладнання при відсутності системи ДАУ й автоматизації окремих операцій не забезпечувало обсяги поставлених завдань і не задовольняло потреб споживачів і з позицій якості. До того ж на підприємстві не вистачало місткостей для неочищеного зерна та для готової продукції. Надмірна захаращеність цехів застарілим устаткуванням не відповідала нормам з техніки безпеки й протипожежній безпеці.
А відтак, у 1989 році млинзавод увійшов у новий етап свого розвитку — розпочався монтаж автоматизованих, удосконалених ліній перероблювання пшениці, у результаті чого обидві секції: 2-х сортного хлібопекарського помелу з добовою продуктивністю 335 тонн у добу та 3-х сортного макаронного помелу твердої чи м'якої високоскловидної пшениці добовою продуктивністю 250 тонн у добу) були оснащені устаткуванням, виготовленим за ліцензіями швейцарської фірми «Бюллер». Реконструйований завод дав першу продукцію у травні 1992 р.

## На сучасному етапі
Нині у складі комбінату діють:
- примлиновий елеватор місткістю 7, 5 тис. тонн, оснащений автомобільною та двома залізничними точками приймання зернових культур;
- склад безтарного зберігання борошна місткістю — 1 200 тонн;
— склади підлогового зберігання борошна в мішкотарі сумарною місткістю 1700 тонн;
- фасувальна ділянка (потужністю 20, 9 тонни фасовки в зміну) з розфасовки борошна в 3-кілограмові паперові пакети;
— фасувальна ділянка з розфасовки крупи манної в кілограмові поліпропіленові пакети (потужність — 12, 2 тонни фасовки в зміну);
— пекарня потужністю 1 тонна хлібо-булочних виробів за зміну.
Комбінат має у своєму віданні територію площею 3, 9 га, де прокладено залізничну колію (може одночасно розташуватися до 60 вагонів). Виробничі ділянки забезпечені усією необхідною інженерною інфраструктурою, укомплектовані кваліфікованим персоналом з великим досвідом роботи з прийому, обробки, зберіганню збіжжя, здійснення лабораторних досліджень і переробки великих партій зернових культур.
У складі безтарного зберігання борошна для відвантаження борошна в муковози були підключені локальні пульти, як і у приміщенні з розфасовки готової продукції. Пульт забезпечує: автоматизацію процесів, контроль і індикацію технологічних параметрів, у тому числі – тиску повітря в пневмомережах, навантаження двигунів, рівень продукції в місткостях, роботу світлової сигналізації, стан обладнання, стан вимикачів і клапанів (критичний контроль на технологічних лініях) та ін.
Диспетчер вибирає маршрут зерна і продуктів переробки, пускає і зупиняє групи машин і механізмів у визначеній послідовності. За відсутності повітря в пневмомережах устаткування автоматично вимикається.
Фахівці комбінату постійно удосконалюють вузли управління устаткування, приміром, тамтешні муковози оснащені датчиками інфрачервоного випромінювання.
Інформаційна автоматична система управління технологічними процесами дозволяє вести чіткий облік і систематизацію всієї інформації про роботу комбінату та всіх його головних служб.
На комбінаті шанують своїх ветеранів: 45 років пропрацював бляхарем і продовжує – М.В. Сичов, 16 років млинарське господарство очолює А.В. Арестова, стільки ж років техніком-лаборантом працює Т.М. Шкобінова та інші.